# Phaeophilacris adami
Phaeophilacris adami är en insektsart som beskrevs av Lucien Chopard 1969. Phaeophilacris adami ingår i släktet Phaeophilacris och familjen syrsor. Inga underarter finns listade i Catalogue of Life.